# Rhön- und Saalepost
Die Rhön- und Saalepost erscheint in Bad Neustadt an der Saale und ist eine Regionalzeitung, die hauptsächlich im Gebiet der fränkischen Rhön und im Grabfeld gelesen wird. Bis zum Deutschen Krieg von 1866 war die Zeitung auch in den Kreisen Gersfeld und Tann verbreitet, die damals zum Königreich Bayern gehörten. Die verkaufte Auflage betrug 4.708 Exemplare im Jahr 2016, ein Minus von 17 Prozent gegenüber 1998.

## Geschichte

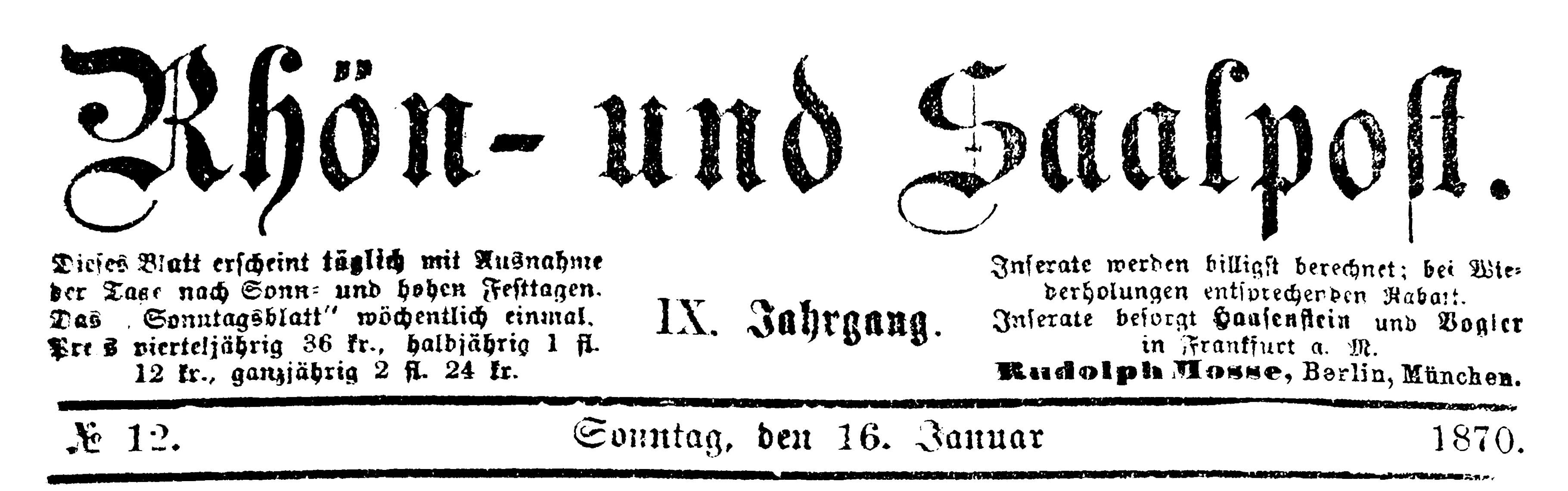
Titelleiste der Rhön- und Saalpost aus dem Jahre 1870

Die Zeitung wurde als Rhön- und Saalpost im Jahre 1862 von Max Josef Mayer gegründet, der aus Regensburg stammte. Er führte die Zeitung in einem liberalen Geist, wie der Neustädter Zeitungskrieg im Jahre 1869 mit der Zeitung Das bayerische Vaterland belegt. Im Umfeld der damals stattfindenden Wahlen im Königreich Bayern schlugen sich Verleger und Zeitung auf die Seite fortschrittlicher Kräfte und verteidigten beispielsweise die jüdischen Mitbürger.
1893 übernahm Mayers Stiefsohn Gallus Rötter nach dem Tod des Zeitungsgründers die Leitung des Verlages. Sie erschien durchgehend, bis auf die Jahre 1945–1949. Die Mehrheit der anderen unterfränkischen Zeitungen war zu diesem Zeitpunkt längst eingestellt.
Bis 2008 blieb die Zeitung im Familienbesitz. Dann wurde die Zeitung an eine Berliner Finanzierungsgesellschaft verkauft. Die Akzidenzdruckerei wurde im Jahre 2011 als eigenständiges Unternehmen Rötter-Druck  ausgegründet. Im Jahr 2012 wurde das 150-jährige Bestehen der Zeitung gefeiert. Bereits seit einigen Jahren sind die beiden Heimatzeitungen Rhön- und Saalepost und Rhön- und Streubote und die Mediengruppe Main-Post Kooperationspartner. Am 1. April 2022 hat die Mediengruppe Main-Post die beiden Heimatzeitungen, zuvor vereint unter dem Dach der Rhön Med-Holding GmbH, gekauft.

## Auflage
Die verkaufte Auflage der Rhön- und Saalepost betrug 2016, dem Zeitpunkt der letzten gesonderten Meldung an die IVW, 4.708 Exemplare. Seitdem wird die Auflage nur noch gemeinsam mit dem  Rhön- und Streuboten ausgewiesen.
| 1998 | 1999 | 2000 | 2001 | 2002 | 2003 | 2004 | 2005 | 2006 | 2007 | 2008 | 2009 | 2010 | 2011 | 2012 | 2013 | 2014 | 2015 | 2016 | 2017 | 2018 | 2019 | 2020 | 2021 | 2022 | 2023 | 2024 |
| ---- | ---- | ---- | ---- | ---- | ---- | ---- | ---- | ---- | ---- | ---- | ---- | ---- | ---- | ---- | ---- | ---- | ---- | ---- | ---- | ---- | ---- | ---- | ---- | ---- | ---- | ---- |
| 5684 | 5534 | 5456 | 5334 | 5261 | 5210 | 5144 | 5140 | 5163 | 5148 | 5179 | 5069 | 5103 | 5068 | 5013 | 4950 | 4853 | 4783 | 4708 |      |      |      |      |      |      |      |      |